# جوزيف دونالد
جوزيف دونالد هو سياسي كندي، ولد في 1807، وتوفي في 1900.